# 젊은이의 벗 송골매 신곡모음
《젊은이의 벗 송골매 신곡모음》은 1979년 9월 13일, 지구레코드에서 발매한 대한민국의 록 밴드 송골매의 데뷔 정규 음반이다. 이 음반은 배철수가 처음이자 마지막으로 드럼을 맡은 음반이다.

## 배경
이 음반의 타이틀곡은 〈세상만사〉이다. 배철수 특유의 털털한 음성과 고음을 엿볼 수 있다. 이 노래는 가히 송골매 1집을 전부 말해준다고 말해도 과언이 아니다. 뭐 서브적으로 본다면 〈산꼭대기 올라가〉라는 정통 록 음악의 한국적인 허무함을 표현한 곡도 이 음반을 받쳐준다. 엘비스 프레슬리 풍의 로큰롤을 배철수의 그루브와 특유의 창작 해석으로 한번 들어보는 것을 추천한다. 특유의 하드 록과 사이키델릭 록을 절묘하게 섞어 만든 느낌이 강하게 느껴지며 특히 창작 면도 그렇지만 배철수의 독특한 음색이 음악의 방향에 따라 유용하게 쓰인다는 것을 아주 잘 표현한 음반이다.
〈세상 모르고 살았노라〉는 1978년 TBC 제1회 해변가요제 입상곡이다.

## 곡 목록
작사는 모두 이응수가 맡았다.
| #  | 제목                     | 작곡   | 재생 시간 |
| -- | ------------------------ | ------ | --------- |
| 1. | 〈산꼭대기 올라가〉      | 지덕엽 | 3:02      |
| 2. | 〈세상만사〉             | 지덕엽 | 4:27      |
| 3. | 〈길지않은 시간이었네〉  | 지덕엽 | 2:08      |
| 4. | 〈지금 내마음〉          | 이응수 | 6:02      |
| 5. | 〈세상 모르고 살았노라〉 | 라원주 | 3:50      |

| #  | 제목                | 작곡   | 재생 시간 |
| -- | ------------------- | ------ | --------- |
| 1. | 〈오늘 따라〉       | 라원주 | 3:11      |
| 2. | 〈아낙네 마음〉     | 김정선 | 4:07      |
| 3. | 〈나그네들의 축제〉 | 배철수 | 4:08      |
| 4. | 〈친구를 생각하며〉 | 라원주 | 4:3       |

## 참여 인원
- 배철수 - 보컬, 드럼
- 이봉환 - 키보드
- 이응수 - 베이스 기타
- 지덕엽 - 기타